# Тератургіма

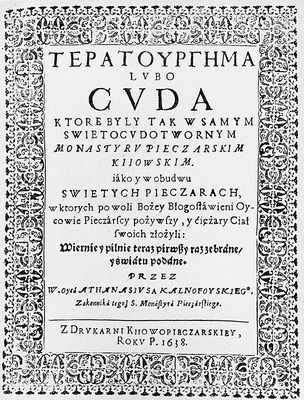
Титульна сторінка праці Атанасія Кальнофойського «Тератургіма», 1638 рік.

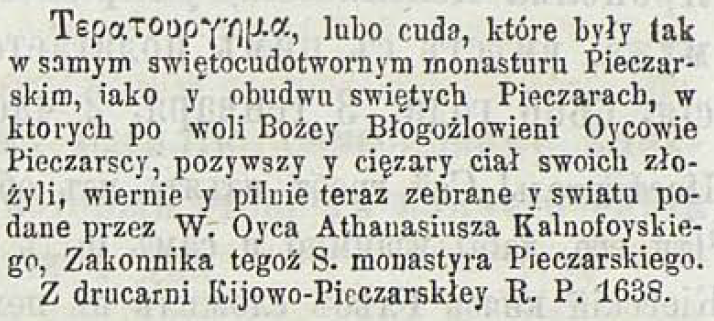
Заголовок книги Кальнофойського «Тератургіма», 1638

Тератургіма — визначна пам'ятка українського літературного бароко авторства українського письменника XVII століття, церковного і культурного діяча Атанасія Кальнофойського.
В укладеній польською мовою і датованій 1638 роком «Тератургімі» подано опис Києво-Печерської лаври, мощей святих, які лежать у Ближніх і Дальніх печерах, з відповідним планом. Наведено унікальні надмогильні написи й епітафії, які стосуються видатних особистостей, похованих у Лаврі — князів, гетьманів, діячів православної церкви, є важливі дані з історії Києва та України.
Атанасій Кальнофойський використав як джерельну базу «Повість временних літ», польські хроніки, Патерик Києво-Печерський тощо, а також особисті спогади, враження очевидців. Автор підкреслював зв'язок між Руссю та сучасною йому Україною.
В книзі, виданій 1638 р. у типографії Києво-Печерського монастиря, зібрані описи 67 чудес, які відбулися як у самому
монастирі, так і в обох святих печерах.
У 2013 році — через 375 років після першодруку давній трактат «Тератургима або Чудеса» видано в Києві.

### Видання
- Kalnofoysky Athanasius. ΤΕΡΑΤΟΥΡΓΗΜΑ lubo cuda… — Kijow: Z drukarni Kijowopieczarskiey, 1638. — 356 s.
- Афанасий Кальнофойский. Тератургима или чудеса. — К. : «Горлица», 2013. — 368 с.